# Strandhusens revlar
Strandhusens revlar är ett naturreservat i Lomma kommun i Skåne län.
Området är naturskyddat sedan 2019 och är 345 hektar stort. Det är ett grunt havsområde som sträcker sig från strandkanten till ca 7 meters djup utanför södra Lomma.